# Пулбой: Спасайся кто может
«Пулбой: Спасайся кто может» (англ. Poolboy: Drowning Out the Fury) — американская комедия-пародия 2011 года на боевики 1990-х. Режиссёр Гаретт Бравит.

## Сюжет
После окончания войны сержант Сэл Бэндо возвращается домой. Он угоняет машину мексиканца, любовника его жены Карен, который держит компанию по очистке бассейна, и навещает вдову своего боевого товарища, погибшего перед самым окончанием войны, где даёт обещание стать чистильщиком бассейнов.
Мексиканец топит в бассейне жену и 6-летнего сына Сэла и требует вернуть машину. Сержант Бэндо убивает посланных к нему несколько раз убийц. Внимание со стороны мафии связано с тем, что в первой стычке погибает Эдуардо, брат главы мексиканской мафии Цезаря. Тем временем Сэл продолжает чистить бассейны и расширяет клиентуру.
Цезарь с подсказки неизвестного решает действовать хитро и обвиняет Сэла в убийстве группы мексиканцев. Однако полицейский даёт Бэндо наводку на местонахождение Цезаря. В результате ветеран Вьетнама расправляет с мексиканской мафией, а потом и с неизвестным помощником.

## Описание
Съемки фильма проходили в США. В России фильм выходил, минуя большие экраны на видео, премьера на dvd состоялась 25 августа 2011 года.

## В ролях
- Кевин Сорбо — Пулбой
- Росс Паттерсон — Сент Джеймс
- Дэнни Трехо — Цезарь
- Джейсон Мьюз — Даг
- Эди Паттерсон — Питерс
- Брайан Коллен — Эдуардо
- Марк Керри — капитан О’Мэлли
- Роберт ЛаСардо — Спайдер
- Аланна Юбак — Карен